# Programska oprema
Prográmska opréma (tudi sóftvêr ali prográmje, angleško software) je skupek računalniških programov, ki skupaj s strojno opremo računalnika tvori celoto. Programska oprema je abstraktna zadeva, običajno pa se fizično nahaja v računalniškem pomnilniku. Programsko opremo se razdeli v dve skupini:
- sistemska programska oprema - kamor sodi operacijski sistem in podporni programi. Deli se na operacijske sisteme, razvojna orodja ter servisne ali uslužnostne programe.
- uporabniška (aplikativna) programska oprema - deli se na standardno in posebno programsko opremo. To opremo uporabnik uporablja za konkretna opravila:
  - urejevalnik besedila
  - preglednica
  - računalniške igre
  - podatkovne baze
  - dokumentni sistemi
  - grafični programi
  - brskalniki, elektronska pošta
  - načrtovanje in konstruiranje
  - navigacijo
  - nadzor in spremljanje delovanja naprav
  - ipd.

Programsko opremo se izdeluje s pomočjo prevajalnikov in razvojnih orodij.
Obstajajo različni načini licenciranja programske opreme:
- komercialna programska oprema
- prosto programje
- preizkusno programje